# Wandy Peralta
Wandy Luis Peralta Dominguez (né le 27 juillet 1991 à San Francisco de Macorís, Duarte, République dominicaine) est un lanceur de relève gaucher des Padres de San Diego de la Ligue majeure de baseball.

## Carrière
Michael Ynoa signe son premier contrat professionnel en août 2009 avec les Reds de Cincinnati.
Il fait ses débuts dans le baseball majeur le 4 septembre 2016 avec Cincinnati.